# Wang Xianbo
Wang Xianbo –en xinès, 王顯波– (28 d'agost de 1976) és una esportista xinesa que va competir en judo.
Va participar en els Jocs Olímpics d'Atlanta 1996, obtenint una medalla de bronze en la categoria de –66 kg. Als Jocs Asiàtics de 1998 va aconseguir una medalla d'or.
Va guanyar dues medalles al Campionat Asiàtic de Judo els anys 1995 i 1996.

## Palmarès internacional
| Jocs Olímpics     | Jocs Olímpics           | Jocs Olímpics | Jocs Olímpics |
| Any               | Lloc                    | Medalla       | Categoria     |
| ----------------- | ----------------------- | ------------- | ------------- |
| 1996              | Atlanta ( Estats Units) | 3             | –66 kg        |
| Jocs Asiàtics     |                         |               |               |
| Any               | Lloc                    | Medalla       | Categoria     |
| 1998              | Bangkok ( Tailàndia)    | 1             | –63 kg        |
| Campionat Asiàtic |                         |               |               |
| Any               | Lloc                    | Medalla       | Categoria     |
| 1995              | Nova Delhi ( Índia)     | 3             | –66 kg        |
| 1996              | Ho Chi Minh ( Vietnam)  | 1             | –66 kg        |